# Thoby Stephen

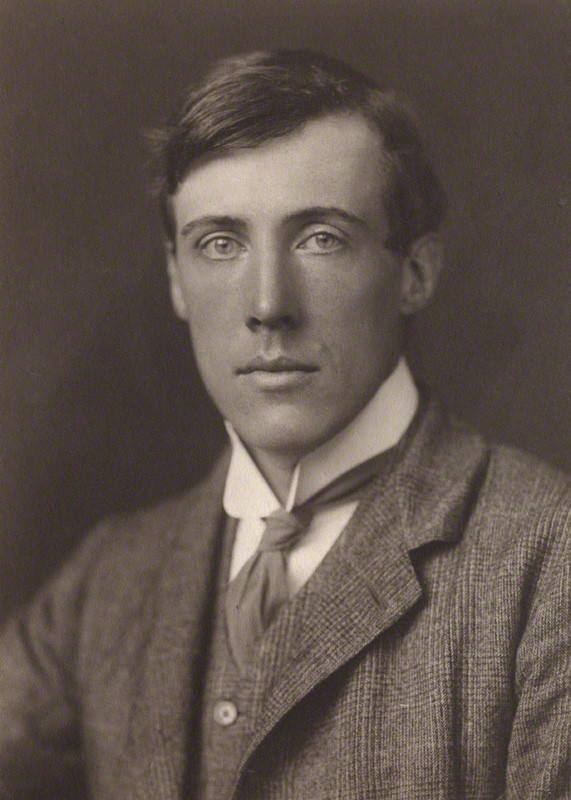
Thoby Stephen

Julian Thoby Stephen (1880-1906) was de oudste broer van Vanessa Bell, Virginia Woolf en Adrian Stephen. 
Hij was de oudste zoon van sir Leslie Stephen. Na het overlijden van zijn vader betrok hij samen met zijn zussen en broer een huis in de Londense wijk Bloomsbury. Hier zou de groep ontstaan die later bekend werd als de Bloomsburygroep. 
Stephen studeerde aan Trinity College, Cambridge, waar hij bevriend raakte met Lytton Strachey, Leonard Woolf, Clive Bell en Saxon Sydney-Turner. Deze vriendenkring zou de kern vormen van de latere Bloomsburygroep.
Stephen stond onder zijn vrienden - vooral vanwege zijn enorme lengte - bekend als "de Goot". In 1906 kwam hij - ziek - terug van een vakantie uit Griekenland. Hij bleek tyfus te hebben opgelopen, waaraan hij even later overleed. Hij stond model voor Jacob in Virginia Woolf's roman Jacob's Room.
Zijn zuster Vanessa zou een zoon naar hem vernoemen: Julian Bell.